# Gioco dell'Anno
Il Gioco dell'Anno è un premio italiano per giochi da tavolo e giochi di ruolo assegnato annualmente tra i giochi pubblicati in Italia.

## Evoluzione del premio
Il premio, istituito nel 1991 dall'Associazione Culturale Agonistika, con giurati d'eccellenza come Giampaolo Dossena e Sergio Valzania, è stato assegnato fino al 1999.
Tornato in auge dal 2013, viene ora assegnato nell'ambito della manifestazione Lucca Comics & Games ai migliori giochi pubblicati tra il 1º giugno dell'anno precedente a quello di riferimento del concorso e il 31 maggio di quello dell'assegnazione e disponibili sul mercato italiano.
La rosa dei finalisti viene annunciata ad inizio settembre, la proclamazione dei giochi vincitori avviene a inizio ottobre e la premiazione si svolge nella cornice di Lucca Comics & Games.
A questo premio, che ha sostituito il precedente Best of Show, è associato quello per il Gioco di Ruolo dell'Anno.

## Criteri di assegnazione
Il Gioco dell'Anno è il premio destinato a "promuovere e valorizzare il gioco come bene culturale nelle famiglie e nella società".
I criteri di valutazione dei giochi sono: la capacità di fungere da portale introduttivo al mondo del gioco, l'originalità e la giocabilità del prodotto, la chiarezza e la completezza del regolamento, la qualità e la funzionalità dei materiali, la corrispondenza della grafica al gioco e la sua influenza sullo stesso.

## Le giurie
Le giurie per l'assegnazione dei premi Gioco dell'Anno e Gioco di Ruolo dell'Anno sono composte da 9 membri ciascuna. 
I giurati, due dei quali appartengono ad entrambe le giurie, fanno parte dal mondo ludico e della divulgazione del gioco e sono scelti dall'organizzazione della manifestazione. 
La giuria per l'assegnazione del Gioco dell'Anno, coordinata da Davide Scano, è composta nel 2022 da Paolo Cupola (presidente), Beatrice Parisi (vicepresidente), Fabio Cambiaghi, Caterina Ligabue, Riccardo Busetto, Alessio Lana e Giordana Moroni. In precedenza hanno fatto parte della giuria Roberto Genovesi, che ha ricoperto la carica di presidente dal 2013 al 2016, Mauro Gaffo, che ha partecipato alla sola edizione del 2013, Luca Bonora dal 2013 al 2018, Massimiliano Calimera e Fabrizio Paoli dal 2013 al 2021.
La giuria per l'assegnazione del Gioco di Ruolo dell'Anno è composta, dal 2013, da Paolo Cupola (presidente), Mirella Vicini (vicepresidente), Anna Benedetto, Luca Bonora, Marco Corazzesi, Daniele Prisco, nel 2014 si è aggiunto l'attuale coordinatore, Davide Scano. Hanno fatto parte della giuria per la sola edizione del 2013 Massimiliano Calimera e Andrea Vigiak, dal 2013 al 2014 Fabrizio Paoli, dal 2014 al 2016 Lorenzo Trenti e, dal 2013 al 2016, Roberto Genovesi.

## Albo d'Oro
Di seguito sono riportati tutti i giochi scelti dalla giuria come finalisti (indicati dalla lettera F) e quelli vincitori del premio (indicati dalla lettera V).

### Gioco dell'Anno

#### Anni 1991-1999
| Anno | Gioco                            | Autore                                    | Editore               |
| ---- | -------------------------------- | ----------------------------------------- | --------------------- |
| 1991 | HeroQuest                        | Stephen Baker                             | MB                    |
| 1992 | Niente da dichiarare             | Detlef Wendt                              | Ravensburger          |
| 1993 | Blablabla                        | Véronique Houbaert e Bernard Erhard Ralet | Arti Grafiche Ricordi |
| 1994 | Pyraos                           | David G. Royffe                           | Gigamic               |
| 1995 | Magic: l'Adunanza                | Richard Garfield                          | Wizards of the Coast  |
| 1996 | Mindtrap                         | Richard Fast                              | Mattel                |
| 1997 | Serenissima                      | Dominique Erhard e Duccio Vitale          | Eurogames             |
| 1998 | Entdecker                        | Klaus Teuber                              | Goldsieber            |
| 1999 | Per l'intera attività editoriale | Autori Vari                               | Venice Connection     |

#### Il premio dal 2013
Il premio, organizzato da Agonistika News fino al 1999, nel 2013 è stato rilanciato da Lucca Comics&Games, che da allora lo organizza.
| Anno | V/F | Gioco                             | Autore                                                          | Editore                     |
| ---- | --- | --------------------------------- | --------------------------------------------------------------- | --------------------------- |
| 2013 | V   | Augustus                          | Paolo Mori                                                      | Hurrican                    |
| 2013 | F   | Tokaido                           | Antoine Bauza                                                   | Funforge                    |
| 2013 | F   | Room 25                           | François Rouzé                                                  | Matagot                     |
| 2013 | F   | Mondo                             | Oliver Freudenreich e Hans-Georg Schneider                      | Pegasus Spiele              |
| 2013 | F   | The Island                        | Julian Courtland-Smith                                          | Asmodée Éditions            |
| 2014 | V   | Il Piccolo Principe               | Antoine Bauza e Bruno Cathala                                   | Ludonaute                   |
| 2014 | F   | Carcassonne - Mari del Sud        | Klaus-Jürgen Wrede                                              | Hans im Glück               |
| 2014 | F   | La Boca                           | Inka Brand e Markus Brand                                       | Kosmos                      |
| 2014 | F   | Otto Minuti per un Impero         | Ryan Laukat                                                     | Red Raven Games             |
| 2014 | F   | Steam Park                        | Aureliano Buonfino, Lorenzo Silva e Lorenzo Tucci Sorrentino    | Cranio Creations            |
| 2015 | V   | Colt Express                      | Christophe Rambault                                             | Ludonaute                   |
| 2015 | F   | Dark Tales                        | Pierluca Zizzi                                                  | dV Giochi                   |
| 2015 | F   | Rush & Bash                       | Erik Burigo                                                     | Red Glove                   |
| 2015 | F   | Splendor                          | Marc André                                                      | Space Cowboys               |
| 2015 | F   | Vienna                            | Johannes Schmidauer-König                                       | Schmidt Spiele              |
| 2016 | V   | Pozioni esplosive                 | Lorenzo Silva, Andrea Crespi e Stefano Castelli                 | Horrible Games              |
| 2016 | F   | 7 Wonders Duel                    | Antoine Bauza e Bruno Cathala                                   | Repos Production            |
| 2016 | F   | Celestia                          | Aaron Weissblum                                                 | BLAM!                       |
| 2016 | F   | Nome in codice                    | Vlaada Chvátil                                                  | Czech Games Edition         |
| 2016 | F   | New York 1901                     | Chénier La Salle                                                | Blue Orange                 |
| 2017 | V   | Kingdomino                        | Bruno Cathala                                                   | Blue Orange                 |
| 2017 | F   | La Casa dei Sogni                 | Klemens Klick                                                   | Rebel                       |
| 2017 | F   | Magic Maze                        | Kasper Lapp                                                     | Sit Down!                   |
| 2017 | F   | Topiary                           | Danny Devine                                                    | Fever Games                 |
| 2017 | F   | Unlock!                           | Cyril Demaegd                                                   | Space Cowboys               |
| 2018 | V   | Flamme rouge                      | Asger Harding Granerud                                          | lautapelit.fi               |
| 2018 | F   | Azul                              | Michael Kiesling                                                | Next Move                   |
| 2018 | F   | Kanagawa                          | Bruno Cathala e Charles Chevalier                               | iello                       |
| 2018 | F   | Dragon Castle                     | Lorenzo Silva, Hjalmar Hach e Luca Ricci                        | Horrible Games              |
| 2018 | F   | When I Dream                      | Chris Darsaklis                                                 | Repos Production            |
| 2019 | V   | The Legendary El Dorado           | Reiner Knizia                                                   | Ravensburger                |
| 2019 | F   | Gizmos                            | Phil Walker-Harding                                             | CMON                        |
| 2019 | F   | Honga                             | Gunter Burkhard                                                 | HABA                        |
| 2019 | F   | Luxor                             | Rüdiger Dorn                                                    | Queen Games                 |
| 2019 | F   | Mysterium                         | Oleksandr Nevskiy e Oleg Sidorenko                              | Libellud                    |
| 2020 | V   | Kill the Unicorns                 | Cyril Besnard, Loic Chorvot e Alain Fondrille                   | Primus Games                |
| 2020 | F   | Draftosaurus                      | Antoine Bauza, Corentin Lebrat, Ludovic Maublanc e Théo Rivière | Ghenos                      |
| 2020 | F   | Insalata di Punti                 | Molly Johnson, Robert Melvin e Shawn Stankewich                 | Devir Italia                |
| 2020 | F   | Roam                              | Ryan Laukat                                                     | dV Giochi                   |
| 2020 | F   | Villainous The worst takes it all | Prospero Hall                                                   | Ravensburger                |
|      |     |                                   |                                                                 |                             |
| 2021 | V   | My City                           | Reiner Knizia                                                   | Kosmos, Giochi Uniti        |
| 2021 | F   | Calico                            | Kevin Russ                                                      | Flatout Games               |
| 2021 | F   | Nova Luna                         | Uwe Rosenberg                                                   | Edition Spielwiese          |
| 2021 | F   | Paleo                             | Peter Rustemeyer                                                | Hans im Glück, Giochi Uniti |
| 2021 | F   | The Crew                          | Thomas Sing                                                     | Kosmos, Giochi Uniti        |
|      |     |                                   |                                                                 |                             |
| 2022 | V   | Le Cronache di Avel               | Przemek Wojtkowiak                                              | Rebel                       |

### Gioco di ruolo dell'Anno
| Anno | V/F | Gioco                                | Autore                                | Editore                                              |
| ---- | --- | ------------------------------------ | ------------------------------------- | ---------------------------------------------------- |
| 2013 | V   | Rogue Trader                         | Ross Watson                           | Fantasy Flight Games                                 |
| 2014 | V   | Savage Worlds                        | Shane Lacy Hensley                    | Pinnacle Entertainment Group e GGstudio              |
| 2014 | F   | Tre Sedici                           | Gregor Hutton                         | Coyote Press                                         |
| 2014 | F   | Dungeon World                        | Sage LaTorra e Adam Koebel            | Sage Kobold Productions                              |
| 2015 | V   | Numenera                             | Monte Cook                            | Monte Cook Games                                     |
| 2015 | F   | Drizzit - Il gioco di ruolo          | Luigi Cecchi                          | Minig4m3s Studio                                     |
| 2015 | F   | Fate Core                            | Fred Hicks e Rob Donoghue             | Dreamlord Press                                      |
| 2016 | V   | Alba di Cthulhu                      | Matteo Cortini e Leonardo Moretti     | Serpentarium                                         |
| 2016 | F   | Lupo solitario - Il Gioco di ruolo   | Joe Dever                             | Raven Distribution                                   |
| 2016 | F   | Mouse Guard - La Guardia dei Topi    | Luke Crane e David Petersen           | Wyrd Edizioni                                        |
| 2017 | V   | 7th Sea                              | John Wick                             | Wick Presents - Need Games!                          |
| 2017 | F   | L'Ultima Torcia                      | Matteo Cortini e Leonardo Moretti     | Serpentarium                                         |
| 2017 | F   | Omen                                 | Alberto Tronchi e Daniel Comerci      | Dreamlord Press                                      |
| 2017 | F   | Symbaroum                            | Mattias Johnsson                      | Jarnringen e GG Studio                               |
| 2017 | F   | Undying                              | Paul Riddle                           | Enigma Machinations                                  |
| 2018 | V   | Lovecraftesque                       | Joshua Fox e Becky Annison            | Narrattiva, Black Armada                             |
| 2018 | F   | Be-Movie                             | Helios Pu                             | GG Studio                                            |
| 2018 | F   | Cabal                                | Matteo Pettinari e Francesco Angelini | GG Studio                                            |
| 2018 | F   | D&D Quinta edizione                  | Mike Mearls, Jeremy Crawford          | Asmodee Italia, Wizards of the Coast                 |
| 2018 | F   | The Sprawl                           | Hamish Cameron                        | Dreamlord Press                                      |
| 2019 | V   | Household                            | Riccardo Sirignano e Simone Formicola | Raven Distribution                                   |
| 2019 | F   | City of Mist                         | Amit Moshe                            | Son of Oak Game Studio                               |
| 2019 | F   | Coriolis - Il terzo orizzonte        | Tomas Herenston                       | Fria Ligan                                           |
| 2019 | F   | Heavy Sugar                          | Simone Marini                         | Eleven Aces                                          |
| 2019 | F   | Vampiri: la masquerade (5ª edizione) | Kenneth Hite e Karim Muammar          | White Wolf Entertainment                             |
| 2020 | V   | Not the End                          | Claudio Pustorino                     |                                                      |
| 2021 | V   | Broken Compass                       | Riccardo Sirignano e Simone Formicola | Two Little Mice, Raven Distribution                  |
| 2022 | V   | Fabula Ultima                        | Emanuele Galletto                     | Need Games!                                          |
|      |     |                                      |                                       |                                                      |
| 2023 | V   | Wanderhome                           | Jay Dragon                            | Grumpy Bear / Possum Creek Games (editore originale) |